# Noordwijkerhout
Noordwijkerhout  è una località ed ex-comune olandese di 15 541 abitanti situato nella provincia dell'Olanda Meridionale.
Il 1º gennaio 2019, tale comune è stato soppresso ed è divenuto parte del comune di Noordwijk.